# Алвега
Алвега (порт. Alvega)  —  район (фрегезия) в Португалии,  входит в округ Сантарен. Является составной частью муниципалитета  Абрантеш. По старому административному делению входил в провинцию Рибатежу. Входит в экономико-статистический  субрегион Медиу-Тежу, который входит в Центральный регион. Население составляет 1729 человек на 2001 год. Занимает площадь 56,44 км².
Покровителем района считается Апостол Пётр (порт. São Pedro). 